# La rueda de la suerte (México)
La rueda de la suerte es un programa de concursos mexicano producido por Dopamine para TV Azteca. Está basado en Wheel of Fortune, el programa original estadounidense, y consiste en juegos de palabras que los concursantes deben resolver para ganar dinero o un automóvil.
Rafael Mercadante es el conductor, apoyado por Curvy Zelma Cherem en la coconducción y por Menny Carrasco en la interpretación de música en vivo. El programa se estrenó el 31 de julio de 2023 en Azteca Uno, con emisiones de lunes a viernes.
Se produjeron ochenta episodios, los cuales se anunciaron como parte de dos temporadas: los primeros cuarenta y cinco conformaron la primera y se emitieron hasta el 29 de septiembre de 2023, mientras que los últimos treinta y cinco fueron parte de la segunda, la cual inició el 1 de enero de 2024 y finalizó el 16 de febrero del mismo año.

## Formato
Tres participantes giran, uno por uno, una ruleta con cantidades de pesos. Tras obtener una, mencionan una consonante que crean que es parte de una frase oculta en un tablero; si aciertan, multiplican la cantidad de dinero obtenida por el número de veces que esa letra sea parte del texto oculto; si fallan, el siguiente participante obtiene el turno.
En cada turno, también pueden comprar vocales por 250 pesos, girar la ruleta nuevamente para buscar otra consonante o intentar adivinar la frase completa, según las letras reveladas previamente y una pista proporcionada por el conductor.
Después de varias rondas, el participante que haya acumulado más dinero pasa a la ronda final, en la que la producción le regala algunas letras de una última frase y él debe intentar adivinar algunas otras, para tratar de descifrar el texto oculto. Si lo logra, obtiene el premio que está dentro de un sobre elegido aleatoriamente, en el que puede encontrar un automóvil, un monto adicional de dinero o el beneficio de duplicar la cantidad que había acumulado.

## Producción
El 14 de abril de 2023, TV Azteca presentó oficialmente el programa, confirmó a Rafael Mercadante y a Curvy Zelma Cherem para la conducción y anunció que la temporada tendría ochenta episodios, cuyas grabaciones comenzaron en mayo y duraron seis semanas.
La presentación ante la prensa se llevó a cabo en julio del mismo año, donde se confirmó que el presupuesto para los premios del programa es de cinco millones de pesos, así como que la versión original se adaptaría para presentar frases comunes de la cultura mexicana y música en vivo.
Poco después de su estreno, el programa obtuvo el máximo reconocimiento de la Environmental Media Association, por la implementación de buenas prácticas sustentables en su producción, con lo que se convirtió en el primer programa de entretenimiento mexicano en conseguir este logro.
De los ochenta episodios grabados, se anunció que los primeros cuarenta y cinco conformarían la primera temporada, la cual finalizó el 29 de septiembre de 2023, y que los últimos treinta y cinco serían parte de la segunda, que se estrenó el 1 de enero de 2024 y terminó el 16 de febrero de ese año.
La rueda de la suerte es la segunda adaptación mexicana de Wheel of Fortune, después del proyecto que Televisa produjo con el nombre de La rueda de la fortuna de 1995 a 1997, conducido por Laura Flores.

## Episodios

### Temporada 1: 2023
| N.° en serie | N.° en temp. | Fecha de emisión original | Premio del ganador |
| ------------ | ------------ | ------------------------- | ------------------ |
| 1            | 1            | 31 de julio de 2023       | $49 900            |
| 2            | 2            | 1 de agosto de 2023       | $43 450            |
| 3            | 3            | 2 de agosto de 2023       | $33 400            |
| 4            | 4            | 3 de agosto de 2023       | $20 000            |
| 5            | 5            | 4 de agosto de 2023       | $32 500            |
| 6            | 6            | 7 de agosto de 2023       | $48 950            |
| 7            | 7            | 8 de agosto de 2023       | $21 300            |
| 8            | 8            | 9 de agosto de 2023       | $16 750            |
| 9            | 9            | 10 de agosto de 2023      | $17 500            |
| 10           | 10           | 11 de agosto de 2023      | $22 600            |
| 11           | 11           | 14 de agosto de 2023      | $36 450            |
| 12           | 12           | 15 de agosto de 2023      | $24 250            |
| 13           | 13           | 16 de agosto de 2023      | $23 700            |
| 14           | 14           | 17 de agosto de 2023      | $27 000            |
| 15           | 15           | 18 de agosto de 2023      | $39 000            |
| 16           | 16           | 21 de agosto de 2023      | $23 300            |
| 17           | 17           | 22 de agosto de 2023      | $44 750            |
| 18           | 18           | 23 de agosto de 2023      | $23 000            |
| 19           | 19           | 24 de agosto de 2023      | $24 100            |
| 20           | 20           | 25 de agosto de 2023      | $19 100            |
| 21           | 21           | 28 de agosto de 2023      | $19 200            |
| 22           | 22           | 29 de agosto de 2023      | $32 000            |
| 23           | 23           | 30 de agosto de 2023      | $39 250            |
| 24           | 24           | 31 de agosto de 2023      | $39 500            |
| 25           | 25           | 1 de septiembre de 2023   | $43 450            |
| 26           | 26           | 4 de septiembre de 2023   | $31 950            |
| 27           | 27           | 5 de septiembre de 2023   | $30 150            |
| 28           | 28           | 6 de septiembre de 2023   | $12 700            |
| 29           | 29           | 7 de septiembre de 2023   | $14 000            |
| 30           | 30           | 8 de septiembre de 2023   | $16 600            |
| 31           | 31           | 11 de septiembre de 2023  | $19 000            |
| 32           | 32           | 12 de septiembre de 2023  | $11 000            |
| 33           | 33           | 13 de septiembre de 2023  | $47 500            |
| 34           | 34           | 14 de septiembre de 2023  | $34 700            |
| 35           | 35           | 15 de septiembre de 2023  | $29 500            |
| 36           | 36           | 18 de septiembre de 2023  | $47 150            |
| 37           | 37           | 19 de septiembre de 2023  | $44 850            |
| 38           | 38           | 20 de septiembre de 2023  | $39 150            |
| 39           | 39           | 21 de septiembre de 2023  | $57 250            |
| 40           | 40           | 22 de septiembre de 2023  | $16 900            |
| 41           | 41           | 25 de septiembre de 2023  | $21 900            |
| 42           | 42           | 26 de septiembre de 2023  | $40 250            |
| 43           | 43           | 27 de septiembre de 2023  | $21 600            |
| 44           | 44           | 28 de septiembre de 2023  | +$320 500          |
| 45           | 45           | 29 de septiembre de 2023  | $10 300            |

### Temporada 2: 2024
| N.° en serie | N.° en temp. | Fecha de emisión original | Premio del ganador |
| ------------ | ------------ | ------------------------- | ------------------ |
| 46           | 1            | 1 de enero de 2024        | $20 750            |
| 47           | 2            | 2 de enero de 2024        | $29 150            |
| 48           | 3            | 3 de enero de 2024        | $28 350            |
| 49           | 4            | 4 de enero de 2024        | $57 750            |
| 50           | 5            | 5 de enero de 2024        | $44 750            |
| 51           | 6            | 8 de enero de 2024        | $32 200            |
| 52           | 7            | 9 de enero de 2024        | $33 250            |
| 53           | 8            | 10 de enero de 2024       | $20 000            |
| 54           | 9            | 11 de enero de 2024       | $55 750            |
| 55           | 10           | 12 de enero de 2024       | $43 250            |
| 56           | 11           | 15 de enero de 2024       | $24 850            |
| 57           | 12           | 16 de enero de 2024       | $39 350            |
| 58           | 13           | 17 de enero de 2024       | $23 250            |
| 59           | 14           | 18 de enero de 2024       | $55 800            |
| 60           | 15           | 19 de enero de 2024       | $42 500            |
| 61           | 16           | 22 de enero de 2024       | $56 500            |
| 62           | 17           | 23 de enero de 2024       | $21 250            |
| 63           | 18           | 24 de enero de 2024       | $36 500            |
| 64           | 19           | 25 de enero de 2024       | $41 000            |
| 65           | 20           | 26 de enero de 2024       | $13 850            |
| 66           | 21           | 29 de enero de 2024       | $38 750            |
| 67           | 22           | 30 de enero de 2024       | $38 250            |
| 68           | 23           | 31 de enero de 2024       | $46 250            |
| 69           | 24           | 1 de febrero de 2024      | $39 500            |
| 70           | 25           | 2 de febrero de 2024      | $54 550            |
| 71           | 26           | 5 de febrero de 2024      | $23 750            |
| 72           | 27           | 6 de febrero de 2024      | $54 950            |
| 73           | 28           | 7 de febrero de 2024      | $21 000            |
| 74           | 29           | 8 de febrero de 2024      | $33 000            |
| 75           | 30           | 9 de febrero de 2024      | $28 750            |
| 76           | 31           | 12 de febrero de 2024     | $76 200            |
| 77           | 32           | 13 de febrero de 2024     | $32 700            |
| 78           | 33           | 14 de febrero de 2024     | $47 750            |
| 79           | 34           | 15 de febrero de 2024     | +$324 000          |
| 80           | 35           | 16 de febrero de 2024     | $41 500            |

     Premio más alto del programa.
     Premio más bajo del programa.
Episodios especiales en los que los participantes fueron celebridades:
1. ↑  12: Alex Sirvent, Renata Ibarrarán e Ismael Zhu.[24]
2. ↑  22: Andrea Noli, Alejandro Maldonado y María Inés Guerra.[35]
3. ↑  42: Romina Marcos, Martín Barba y Alejandra Toussaint.[56]
4. ↑  46: Alann Mora, Esmeralda Ugalde y Raúl Sandoval.[61]
5. ↑  47: Francisco Elizalde, Carlos Quirarte y Nelson Carreras.[62]
6. ↑  50: Tigre Blanco, Lady Apache y Tinieblas Jr.[66]
7. ↑  53: Fer Gay, Kristal Silva y El Capi Pérez.[69]
8. ↑  58: Omar Esparza, Héctor Reynoso y Patricio Araujo.[74]
9. ↑  63: Gon Curiel, Lizbeth Rodríguez y Manu NNa.[80]
10. ↑  68: Jesús Guzmán, Mati Álvarez y Erasmo Catarino.[85]
11. ↑  70: Pablo de Rubens, Zahie Téllez y Rubén Cerda.[87]
12. ↑  73: Lalo Ruiz, Isabel Burr y Rafael Ayala.[90]
13. ↑  75: Rocío Verdejo, Eduardo Arroyuelo y Adianez Hernández.[92]
14. ↑  78: Iván Amozurrutia, Alma Gómez Cositas y Ricardo Peralta.[95]
15. ↑  80: Jimena Longoria, Emir Pabón y Luz Elena González.[97]